# Maroñas - Parque Guaraní

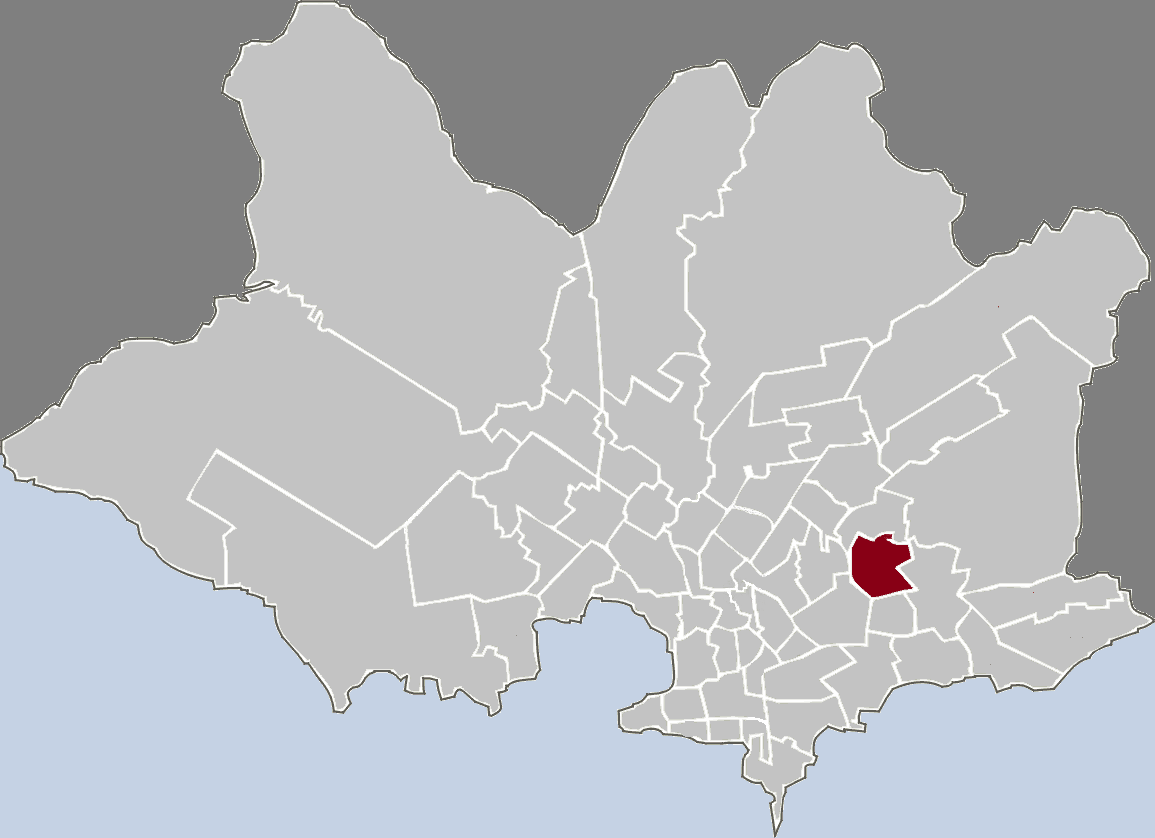
Lage von Maroñas-Parque Guaraní in Montevideo

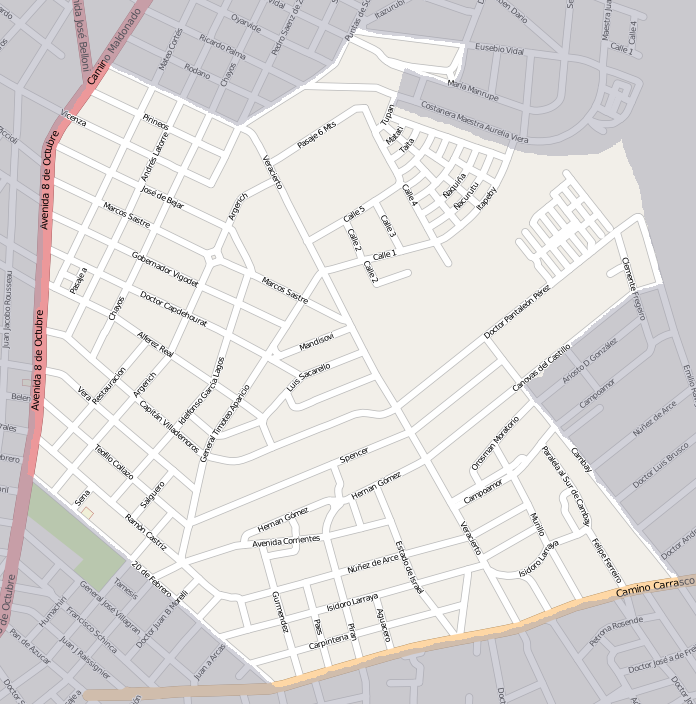
Plan von Maroñas-Parque Guaraní

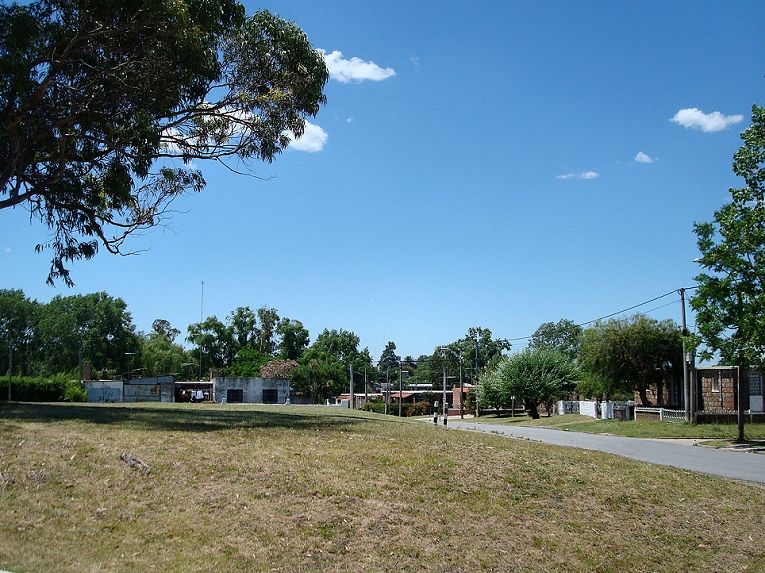
Zentraler Platz in Parque Guaraní

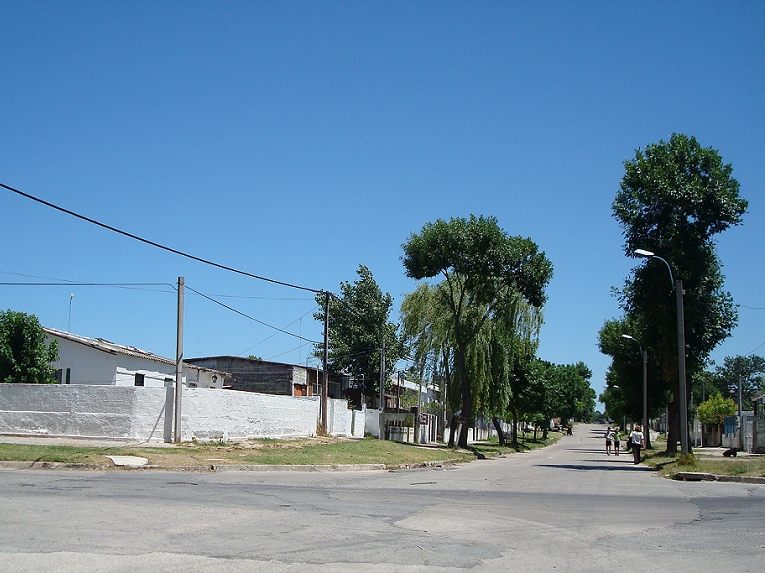
Straße in Maroñas

Maroñas - Parque Guaraní ist ein Stadtviertel (barrio) der uruguayischen Hauptstadt Montevideo.

## Lage
Das aus den beiden Vierteln Maroñas und Parque Guaraní bestehende Barrio befindet sich im östlichen Teil des Departamentos Montevideo. Umgeben wird es von den Stadtteilen Flor de Maroñas (Norden), Bañados de Carrasco (Nordosten), Las Canteras (Osten), Malvín Norte (Süden), Unión (Südwesten) und Villa Española (Westen). Sowohl Maroñas als auch Parque Guaraní gehören dem von Francisco Fleitas als gewähltem Bürgermeister geleiteten Municipio F an.

## Geschichte
Die Besiedlung des Viertels im Jahre 1834 geht auf Francisca Maroñas zurück. Sie war die Tochter des spanischen Beamten Francisco Maroñas, der sich 1765 in der Banda Oriental niederließ.

## Beschreibung
Seine wichtigsten Straßen sind die Avenida General Flores und die Avenida José Belloni. Maroñas beherbergt die Pferderennbahn von Montevideo, das Hipódromo de Maroñas.

Hipódromo de Maroñas

## Söhne und Töchter des Barrios
- Jorge da Silva (* 1961), Fußballspieler und -trainer